# Stazione di Oranienburg
La stazione di Oranienburg è la stazione ferroviaria che serve la città tedesca di Oranienburg.

## Movimento
La stazione è servita dalla linea S 1 della S-Bahn, dalle linee regionali RB 12 e RB 20, e dalla linea regionale espressa RE 5 e da alcune linee di autobus gestite dalla Oberhavel Verkehrsgesellschaft mbH